# Convento de Santa Clara (Tudela)
El convento e iglesia de Santa Clara de Tudela (Navarra) es un convento perteneciente a la orden de las clarisas, situado entre las calles Blanca de Navarra, Sancho Abarca y Monasterio de la Oliva, cerca de la Plaza de Toros de Tudela. Fue construido a mediados del siglo XX, tras la vuelta de las clarisas a la ciudad. Las clarisas se establecieron por primera vez en Tudela en el siglo XIII, fundando un primer convento.

## Descripción general
La actual iglesia es un construcción de ladrillo muy luminosa de arquitectura moderna, que conserva restos del antiguo ajuar litúrgico de la orden. Destaca un pequeño retablo barroco del siglo XVIII, dedicado a la Inmaculada.

## Historia y cronología de construcción
- Primer convento (siglo XIII-XIV)

El primer convento que tuvieron las clarisas en Tudela se fundó en 1261, fuera de la muralla de la villa al otro lado del río Queiles en un campo llamado de La Cruz, en los solares que hoy día ocupa la Plaza Sancho VII el Fuerte junto a la calle Carrera-Gaztambide (=42°03′42.66″N 1°36′13.28″O / 42.0618500, -1.6036889). En 1369, a causa de las guerras entre Navarra y Castilla, se derribó y se edificó otro dentro de la ciudad.
- Segundo convento (siglo XIV-siglo XVII)

Las clarisas estuvieron instaladas desde 1369 en unas casas pertenecientes a los Baños de las Carnicerías (en el barrio de San Salvador del casco antiguo de Tudela), por orden de Carlos III el Noble y para su protección (su convento estaba a extramuros) y allí permanecieron hasta 1618, momento en el que regresaron a su antiguo Monasterio de la calle Gaztambide-Carrera.
- Tercer convento (siglo XVII-XX)

El antiguo Monasterio de la calle Gaztambide-Carrera fue reconstruido en el siglo XVII, para que las clarisas volvieran a reinstalarse en su ubicación original. Este convento fue adornado por un retablo barroco del siglo XVIII dedicado a Inmaculada, el cual se conserva en el actual convento de las clarisas.
- Actual convento (siglo XX)

El actual Convento de las Clarisas fue construido en 1960. Fue ocupado en 1971 por las clarisas, tras abandonar definitivamente su antiguo convento de la calle Gaztambide-Carrera.